# Nemnjuga
La Nemnjuga (in russo Немнюга?) è un fiume della Russia europea settentrionale, affluente di destra del Kuloj. Scorre nell'Oblast' di Arcangelo, nei rajon Mezenskij e Pinežskij.

## Descrizione
Il fiume scorre in una zona paludosa in direzione nord-occidentale e sfocia nel Kuloj a 117 km dalla foce. Ha una lunghezza di 2011 km, il suo bacino è di 3 630 km². Il suo maggior affluente è la Korba (lunga 123 km) proveniente dalla sinistra idrografica.
Il fiume non incontra alcun insediamento urbano di qualche rilievo in tutto il suo corso. Le acque del fiume sono gelate in superficie per lunghi periodi ogni anno, mediamente da novembre a maggio analogamente a tutti i corsi d'acqua della zona.